# Kenotaph Alberthal

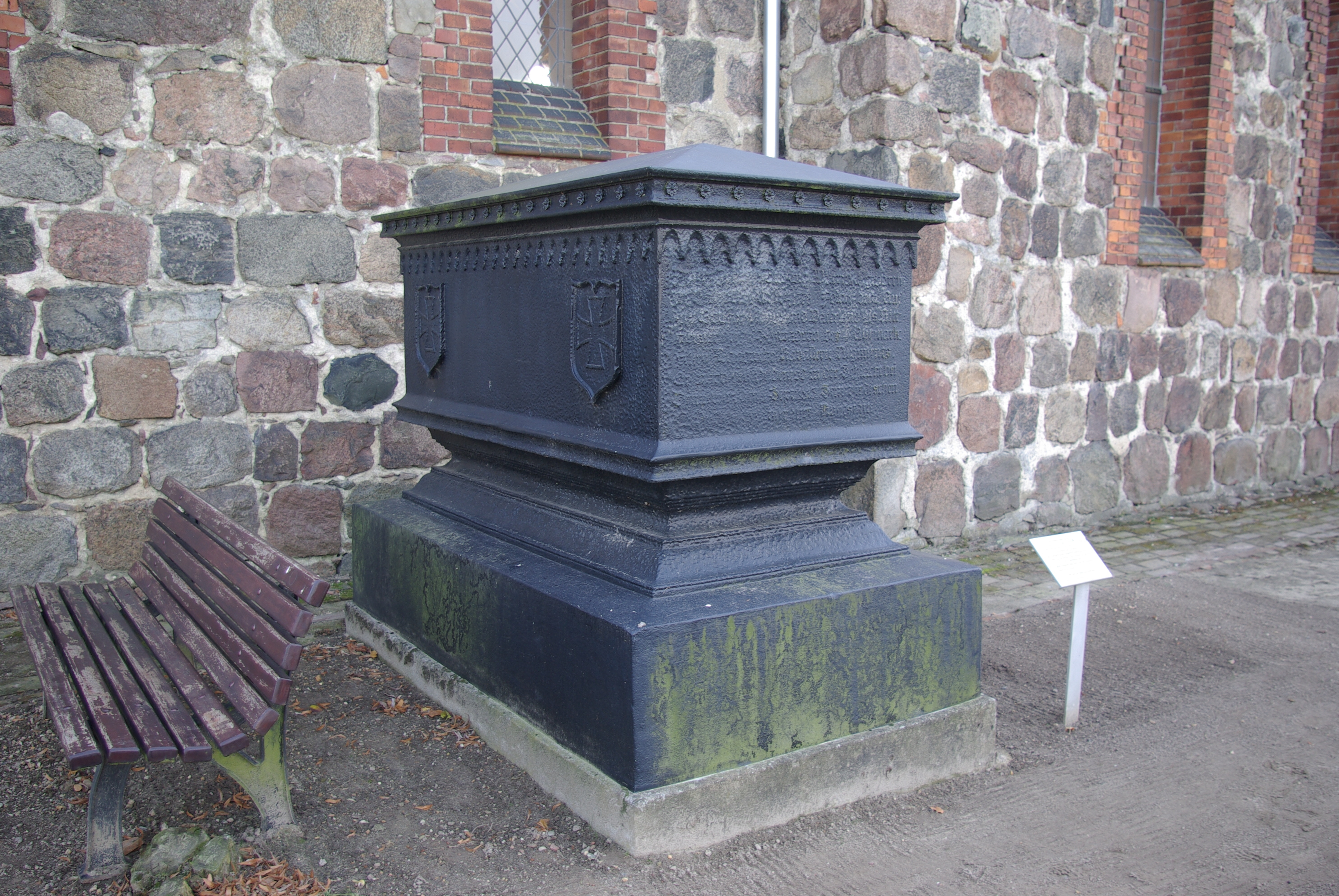
Kenotaph Alberthal

Das Kenotaph Alberthal ist ein Kenotaph an der Kirche in Gölsdorf in der Gemeinde Niedergörsdorf in Brandenburg. Es steht unter Denkmalschutz.
Das Kenotaph befindet sich nördlich der Kirche auf dem Kirchhof direkt an der Kirchenmauer. Es wurde zur Erinnerung an den Rittmeister Franz Johann Ludwig Alberthal (1778–1813) geschaffen, der in der Schlacht bei Dennewitz am 6. September 1813 gefallen ist. Der von Karl Friedrich Schinkel erstellte Entwurf stammt aus dem Jahr 1817. Aufgestellt wurde das Kenotaph dann irgendwann im Zeitraum von 1825 bis 1860. Bei dem Kenotaph handelt es sich um einen Sarkophag aus Gusseisen. Dieser Sarkophag steht auf einem Sandsteinsockel und ist bedeckt mit einem gewalmten Deckel. Unter dem Deckel befinden sich Kleeblattfriese. Auf den Längsseiten des Sarkophages befinden sich Wappen mit dem Eisernen Kreuz und der Inschrift „Mit Gott für König und Vaterland“. Auf der Frontplatte befindet sich folgende Inschrift: „Franz Johann Ludwig Alberthal, geboren in Berlin den 25. März 1778, folgt dem Ruf mit Gott für König und Vaterland als Rittmeister der 3. Schwadron des 4. Kurmärkischen Landwehr-Kavallerie-Regiments. Er starb den Heldentod in der Schlacht von Dennewitz am 6. Sept. 1813. Seiner irdischen Hülle ward hier Ruhestätte“. 